# Campeonato Brasileiro de Futebol Americano de 2015
O Campeonato Brasileiro de Futebol Americano de 2015 foi um dos campeonatos nacionais de futebol americano do Brasil. O outro torneio foi o Torneio Touchdown. O campeonato foi organizado pela Confederação Brasileira de Futebol Americano (CBFA)  e pela Liga Nordestina de Futebol Americano (LINEFA).
A competição contou com 32 equipes no total, e foi dividido entre Superliga Nacional (divisão principal) e Liga Nacional (divisão de acesso).

## Superliga Nacional
A Superliga Nacional, que é a divisão principal, foi dividida em Superliga Nordeste e Superliga Centro-Sul, onde os campeões de cada Superliga se enfrentaram no Brasil Bowl VI.

### Equipes participantes
* Participaram apenas da Fase Preliminar da Superliga Nordeste.
| Superliga Centro-Sul | Superliga Nordeste                                                                                      | Superliga Nordeste |
| --- | --- | --- |
| - São José Istepôs - Itapema White Sharks - Coritiba Crocodiles - Foz do Iguaçu Black Sharks - Goiânia Rednecks - Cuiabá Arsenal - São Paulo Storm | Grupo Norte - América Bulls - Ceará Caçadores - Recife Pirates - UFERSA Petroleiros - Roma Gladiadores* | Grupo Sul - João Pessoa Espectros - Recife Mariners - Sergipe Bravos - Vitória FA - Aracaju Imortais* - Maceió Marechais* |

### Premiações
| Brasil Bowl VI                            |
| Paraíba                                   |
| ----------------------------------------- |
| João Pessoa Espectros Campeão (1º título) |

| Superliga Nordeste de 2015 (Nordeste Bowl VI) |
| Paraíba                                       |
| --------------------------------------------- |
| João Pessoa Espectros Campeão (6º título)     |

| Superliga Centro-Sul de 2015            |
| Paraná                                  |
| --------------------------------------- |
| Coritiba Crocodiles Campeão (3º título) |

## Liga Nacional
A Liga Nacional, que é a divisão de acesso do Brasileiro, foi composta de 14 equipes e separada em quatro grupos regionais: a Divisão Leste, Divisão Oeste, Divisão Central e Divisão Sul. O melhor classificado de cada divisão jogam partidas de Playoffs que define o campeão da Liga Nacional. Os dois finalistas têm vaga garantida na Superliga Nacional de 2016.

### Equipes participantes
| Liga Nacional                                                | Liga Nacional                                                                            | Liga Nacional                                       | Liga Nacional                                                                              |
| ------------------------------------------------------------ | ---------------------------------------------------------------------------------------- | --------------------------------------------------- | ------------------------------------------------------------------------------------------ |
| Divisão Leste                                                | Divisão Oeste                                                                            | Divisão Central                                     | Divisão Sul                                                                                |
| - Ponte Preta Gorilas - Sorocaba Vipers - Desportiva Piratas | - Campo Grande Predadores - Campo Grande Gravediggers - Sorriso Hornetes - Sinop Coyotes | - Leões de Judá - Brasília V8 - Brasília Alligators | - Santa Maria Soldiers - Porto Alegre Pumpkins - Porto Alegre Bulls - Joinville Gladiators |

### Premiação
| Liga Nacional 2015                  |
| São Paulo                           |
| ----------------------------------- |
| Sorocaba Vipers Campeão (1º título) |

## Ligação externa
- Classificação da Superliga Nacional no Arena FABR